# Prosopamnésie
 Mise en garde médicale
La prosopamnésie (du grec προσωπον, « visage », et αμνησια, « oubli ») est une altération neurologique de la mémorisation des visages. La perception des visages et leur mémorisation fait appel à un circuit neuronal spécial, contrairement aux autres objets. La prosopamnésie est un déficit du fonctionnement de ce circuit, et ne doit pas être confondue avec la prosopagnosie. 

## Description
La prosopamnésie est une entité discutée, définie comme l'incapacité à apprendre et retenir de nouveaux visages (la reconnaissance des anciens visages est conservée),. La prosopamnésie est souvent confondue avec la prosopagnosie qui est l'incapacité à percevoir ou à reconnaître le visage (tous les visages sont concernés).  
Le déficit de prosopagnosie se produit plus tôt dans le circuit neuronal, au moment du traitement des stimuli faciaux, tandis que la prosopamnésie prend effet au moment où le cerveau tente d'encoder et d'enregistrer les stimuli faciaux. Parce que la distinction entre la prosopamnésie et la prosopagnosie est neurologiquement proche, la véritable différence phénotypique entre les deux réside dans la catégorisation des visages auxquels s'appliquent les symptômes. Les prosopagnosiques ne reconnaissent pas les visages, même au sein de leur propre famille. Les prosopamnésiques reconnaissent les visages connus avant le début de leur état (dans le cas de prosopamnésie acquise) ou les visages rencontrés à de nombreuses reprises pendant de longues périodes (dans le cas de prosopamnésie congénitale). 
Il n'y a que deux catégories de prosopamnésie reconnues. L'absence de consensus au sein de la communauté scientifique est une des raisons pour lesquelles la prosopamnésie a un diagnostic si rare. La plupart des connaissances actuelles sur le fonctionnement de la prosopamnésie dans le cerveau sont spéculatives. Certains médecins font des distinctions dans les déficits de perception faciale et d'encodage de la mémoire faciale, et les classent comme sous-familles de prosopagnosie.  

## Symptômes
Les symptômes de la prosopamnésie peuvent inclure :
- difficulté à reconnaitre les gens, en particulier lorsqu'ils sont rencontrés en dehors du contexte précédent ou familier ;
- utilisation d'indices non faciaux tels que les cheveux, la démarche, ou les lunettes pour identifier les personnes ;
- nécessité de rencontrer plusieurs fois les gens avant de pouvoir se souvenir de leurs noms ;
- difficulté à mémoriser des personnages dans les films ou les émissions de télévision ;
- anxiété en situation de groupe ;
- mémoire des seuls visages de personnes rencontrées avant les lésions cérébrales (prosopamnésie acquise uniquement)[4].

## Cause
La prosopamnésie peut être innée ou acquise (à la suite de lésions cérébrales ultérieures). La cause exacte de la prosopamnésie n'est pas connue. Lynette Tippett propose de la décrire comme une « déconnexion entre les mécanismes d'apprentissage et [la génération de] représentations spécifiques », en d'autres termes, un dysfonctionnement général de la capacité du cerveau à coder une représentation des stimuli faciaux en mémoire. M. A. Williams émet, lui, l'hypothèse que la prosopamnésie soit causée par une incapacité de l'aire fusiforme des visages à maintenir une représentation des nouveaux visages suffisamment stable pour qu'ils soient encodés en mémoire, ainsi qu'en témoignent les réponses de l'aire fusiforme des visages aux visages familiers et inconnus, mesurées par le niveau d'oxygène dans le sang, enregistrées lors des tests d'imagerie par résonance magnétique fonctionnelle (IRMf). 

## Circuit de traitement neuronal

L'aire fusiforme des visages est liée au traitement et au stockage des informations faciales

L'aire occipitale du visage est située sur la surface inférieure du lobe occipital

Le sillon temporel supérieur est responsable du lien entre visages et émotions

Dans le cerveau, les stimuli visuels sont traités dans de nombreux circuits neuronaux différents. Au cours de l'évolution humaine, en raison de l'importance de la reconnaissance des visages et de la nécessité d'y associer des informations, le cerveau humain s'est spécialisé et a développé un circuit neuronal distinct pour le traitement des stimuli faciaux. Les structures anatomiques impliquées sont connues.  
Les stimuli visuels sont traités dans le cortex préfrontal, le cortex pariétal postérieur et le précuneus. Les stimuli identifiés comme propres à un visage subissent un traitement plus raffiné dans l'aire fusiforme des visages, dans l'aire occipitale et dans une région spécifique du sillon temporal supérieur. L'aire fusiforme des visages opère des tâches de bas niveau, telles que la reconnaissance des détails entre des objets similaires connus. L'aire occipitale et le sillon temporal supérieur remplissent des tâches de traitement de niveau supérieur, telles que l'attribution d'identité d'une personne à son visage et le traitement des émotions en fonction de la disposition des traits du visage.
Une fois les stimuli faciaux traités, ils sont ensuite encodés et mis en mémoire. De nombreuses structures cérébrales, comme le lobe temporal médial et l'hippocampe, sont impliquées. Le stockage et la récupération de ces souvenirs utilisent les mêmes régions du cerveau (aire fusiforme des visages, aire occipitale, sillon temporal supérieur) qui ont effectué les tâches de traitement initiales. 

## Diagnostic
Les critères suivants sont utilisés pour diagnostiquer les patients atteints de prosopamnésie :
- performances normales pour les tâches de traitement de visage qui n'impliquent pas de mémoire ;
- mauvaise performance sur les tâches impliquant la formation de nouveaux souvenirs de visage ;
- performances normales pour la reconnaissance d'autres types de stimuli visuels (par exemple, couleur, objets, etc.) ;
- performances normales pour la mémorisation d'objets sans lien avec les visages (par exemple, lieux, objets, motifs, mots, etc.).

Dans le cas d'une prosopamnésie acquise, la mémorisation des visages cesse avec la survenue de la blessure : les visages mémorisés avant la blessure sont reconnus comme familiers ; les visages mémorisés après la blessure sont perçus comme inconnus. 

### Test de mémoire des visages
Un test standard de perception et de mémorisation faciale est une étape-clé d'un diagnostic précis de la prosopagnosie et de la prosopamnésie. De nombreux tests de perception du visage et de mémoire sont disponibles. En voici quelques-uns courants du monde anglophone :
- le Warrington Recognition Memory for Faces, qui mesure « les informations non liées au visage » ;
- le Benton Facial Recognition Test, qui mesure « les stratégies de correspondance des traits utilisant la racine des cheveux et les sourcils plutôt que de reconnaître la configuration du visage » ;
- le Cambridge Face Perception Test, qui mesure la perception en mettant les participants face à un visage cible et leur demandant de classer ensuite six autres visages en fonction de leur ressemblance avec le visage cible[10]. Les prosopagnosiques échouent à ce test, tandis que les prosopamnésiques le passent, ce qui distingue les deux troubles ;
- le Cambridge Face Memory Test, qui donne aux participants 20 secondes pour mémoriser des visages cibles. Les sujets sont ensuite confrontés à trois visages, dont l'un est tiré des visages cibles. Les sujets reçoivent un score fondé sur le nombre de visages cibles qu'ils identifient correctement. Le test est répété en utilisant des visages cibles différents, à différents niveaux de bruit gaussien. Le score d'une personne avec des capacités normales de traitement du visage est de 80 % en moyenne, tandis qu'une personne prosopagnosique ou prosopamnésique obtient un score inférieur à 50 %[11].

## Histoire
La prosopamnésie est proposée pour la première fois comme un trouble neurologique distinct en 1996. Un patient semblait avoir contracté une prosopagnosie après une blessure au lobe temporal et ne reconnaissait plus les visages des personnes rencontrées après la blessure, tout en n'ayant aucun problème à reconnaitre les visages des personnes connues précédemment. Les médecins ont considéré ce déficit comme un problème impliquant l'encodage des souvenirs faciaux et pas seulement leur perception. C'est le premier cas de prosopamnésie acquise. 
Plus d'une décennie plus tard, une patiente similaire a été d'abord diagnostiquée prosopagnosique, sur la base de ses symptômes. Cependant, le problème ne résidait pas dans la perception des visages, puisque le test de Cambridge donnait des résultats normaux ; la patiente montrait en revanche un déficit de mémoire des stimuli faciaux, tel que montré par le test de Cambridge sur la mémoire des visages.  
À la suite de cette étude de cas, les critères de diagnostic de la prosopamnésie ont été affinés : il faut un score normal à un test de perception faciale et un score significativement bas à un test de mémoire faciale (comme ceux développés à Cambridge).         